# (3948) Bohr
(3948) Bohr es un asteroide perteneciente al cinturón de asteroides, descubierto el 15 de septiembre de 1985 por Poul Jensen desde el Observatorio Brorfelde, Holbæk, Dinamarca.

## Designación y nombre
Designado provisionalmente como 1985 RF. Fue nombrado Bohr en honor al físico danés Niels Bohr.